# صياد (أوزبكستان)
صياد هي بلدة في مقاطعة قرة قول في ولاية بخارى في أوزبكستان.